# Meoma (geslacht)
Meoma is een geslacht van zee-egels uit de familie Brissidae.

## Soorten
- Meoma antiqua Arnold & H.L. Clark, 1927 †
- Meoma cadenati Madsen, 1957
- Meoma caobaensis Sánchez Roig, 1952 †
- Meoma frangibilis Chesher, 1970
- Meoma ventricosa (Lamarck, 1816)